# Боярская, Наталья Сергеевна
Ната́лья Серге́евна Боя́рская (27 февраля 1983, Приаргунск) — российская шоссейная велогонщица, на профессиональном уровне выступает начиная с 2001 года. Неоднократная победительница и призёрша многих престижных многодневных гонок, чемпионка России, участница летних Олимпийских игр в Пекине. На соревнованиях представляет Забайкальский край, мастер спорта России международного класса.

## Биография
Наталья Боярская родилась 27 февраля 1983 года в посёлке городского типа Приаргунск Читинской области (ныне Забайкальский край). Активно заниматься шоссейным велоспортом начала в возрасте двенадцати лет в детско-юношеской спортивной школе Краснокаменска, позже проходила подготовку в читинской специализированной детско-юношеской спортивной школе олимпийского резерва и в забайкальском региональном центре спортивной подготовки, в разное время тренировалась под руководством таких специалистов как В. С. Челноков, А. Ф. Воронин, А. В. Панфилов. Состоит в ЦСКА, начальник команды — старший тренер спортивной команды по триатлону, имеет воинское звание — капитан.
Первого серьёзного успеха добилась в 2001 году, когда побывала на юниорском чемпионате мира и в индивидуальной гонке с раздельным стартом выиграла серебряную медаль. Также в этом сезоне выступила в гонках по очкам на юниорских чемпионатах Европы и мира по трековым велогонкам, в первом случае получила награду серебряного достоинства, во втором — бронзового. Год спустя дебютировала на взрослом чемпионате России, заняла в групповой гонке девятое место. Ещё через год приняла участие в престижной многодневной гонке «Тур де л'Од феминин» во Франции, причём на седьмом этапе сумела финишировать второй. Помимо этого, в разделке была девятой на чемпионате Европы.
В 2004 году Боярская выиграла бронзу в раздельной гонке на всероссийском первенстве в Москве, затем показала пятый результат на «Туре Польши», тогда как в индивидуальном зачёте европейского первенства остановилась на четвёртой строке, немного не дотянув до призовых позиций. В следующем сезоне соревновалась в многодневной гонке «Туре Бретани» во Франции (в том числе была второй на пятом этапе), вновь расположилась на пятой строке в «Туре Польши». В 2006 году заключила долгосрочный контракт с профессиональной итальянской командой Fenixs-Colnago, одержала победу на третьем этапе многодневки «Гранд Букль феминин» (женском аналоге «Тур де Франс»), проехала все этапы «Тура Лимузена», расположилась на седьмой строке в генеральной классификации «Джиро делла Тоскана» в Италии.
На чемпионате России 2007 года в Москве Боярская одолела всех соперниц в зачёте групповой гонки и завоевала тем самым титул чемпионки страны, при этом в гонке с раздельным стартом была шестой. В 2008 году в обеих женских дисциплинах всероссийского первенства получила бронзовые медали, особенно успешно выступила на «Туре Лимузена»: трижды попала в число призёров и в итоге заняла в генеральной классификации первое место. Благодаря череде удачных выступлений удостоилась права защищать честь страны на летних Олимпийских играх в Пекине — в группой гонке ушла в отрыв на 59 секунд, однако на одной из развилок не смогла определить направление трассы, в результате этой задержки уступила пелотону и откатилась на сороковую позицию. В индивидуальной гонке с раздельным стартом показала шестнадцатое время.
Пропустив несколько сезонов в связи с рождением ребёнка, в 2011 году Боярская вернулась в элиту мирового велоспорта, стала девятой в общем зачёте «Тура Тюрингии», была второй в генеральной классификации «Женскиом Туре — На приз Чешской Швейцарии», на треке выиграла бронзу в командном преследовании на чемпионате России. В 2012 году выступала за известную российскую команду «RusVelo», на первенстве России взяла серебро в разделке, стартовала в многодневных гонках на трассах Франции, Швеции, Южной Африки. Сезон 2013 года провела не менее успешно, в составе команды Pratomagno одержала победу в однодневном «Гран-при Майкопа», победила в многодневном «Туре Адыгеи», боролась за лидерство на трассах в Чешской Республике. Начиная с 2014 года состоит в итальянском клубе Servetto Footon, вновь была лучшей в зачёте «Тура Адыгеи», выиграла второй этап гонки «Грация Орлова».
Имеет высшее образование, окончила Забайкальский государственный гуманитарно-педагогический университет имени Н. Г. Чернышевского. За выдающиеся спортивные достижения удостоена почётного звания «Мастер спорта России международного класса».

### Статистика выступления наГранд-турах
| Гонка / Год          | 2003           | 2004           | 2005           | 2006 | 2007 | 2008 | 2009 | 2010 | 2011           | 2012           |
| -------------------- | -------------- | -------------- | -------------- | ---- | ---- | ---- | ---- | ---- | -------------- | -------------- |
| Рут де Франс феминин | не проводилась | не проводилась | не проводилась | 11   | 5    | —    | —    | 13   | —              | —              |
| Тур де л'Од феминин  | DNF            | —              | —              | —    | 52   | 38   | 76   | —    | не проводилась | не проводилась |
| Джиро д’Италия Донне | —              | —              | —              | 81   | DNF  | 16   | —    | 18   | —              | DNF            |

### Рейтинги
| Год                 | 2010 | 2011 | 2012  | 2013 | 2014 | 2015  | 2016  |
| ------------------- | ---- | ---- | ----- | ---- | ---- | ----- | ----- |
| Мировой рейтинг UCI | 91-й | 46-й | 144-й | 40-й | 73-й | 117-й | 156-й |
|                     |      |      |       |      |      |       |       |
| Источник: UCI       |      |      |       |      |      |       |       |

## Награды
- Юбилейная медаль «100 лет Центральному спортивному клубу Армии» (11 июля 2023) — за разумную инициативу, усердие и отличие по службе, добросовестное исполнение трудовых обязанностей[4].